# Remeți (okręg Bihor)
Remeți – wieś w Rumunii, w okręgu Bihor, w gminie Bulz. W 2011 roku liczyła 767 mieszkańców.